# Збройні сили Афганістану
Збройні сили Афганістану — збройні сили Афганістану, призначені для захисту свободи, незалежності й територіальної цілісності держави. Складаються зі сухопутних військ та Національного повітряного корпусу. Флоту Афганістан не має.

## Історія

### Демократична Республіка Афганістан
З 1960-х до початку 1990-х років афганська армія готувалась та оснащувалась Радянським Союзом. У 1970-х роках кількість військовослужбовців в афганській армії була піковою — близько 200 тис. осіб. Армія Афганістану брала участь у громадянській війні. Після падіння ДРА 1992 року влада перейшла до талібів та єдині збройні сили припинили своє існування.

### Наш час
Після падіння режиму талібів 2001 року, афганська армія була сформована заново за допомогою інструкторів зі США й НАТО. Президент Афганістану Хамід Карзай встановив чисельність збройних сил — 70 тис. осіб до 2009 року. Багато військових експертів[яких?] вважають, що цього недостатньо, та що необхідно щонайменше 200 тис. осіб, щоб контролювати ситуацію в країні. До червня 2003 року сформували корпус чисельністю 3000 осіб.

## Структура та комплектація

### Чисельність
Достеменно не відомо яка була чисельність збройних сил Афганістану станом на 2016 рік.

У доповіді Спеціального генерального інспектора США з відновлення Афганістану (Сигар) за 2016 рік стверджувалося, що «ні Сполучені Штати, ні їхні афганські союзники не знають, скільки афганських солдатів і поліцейських насправді існує, скільки насправді є для служби або як наслідок, Справжній характер їх оперативних можливостей».

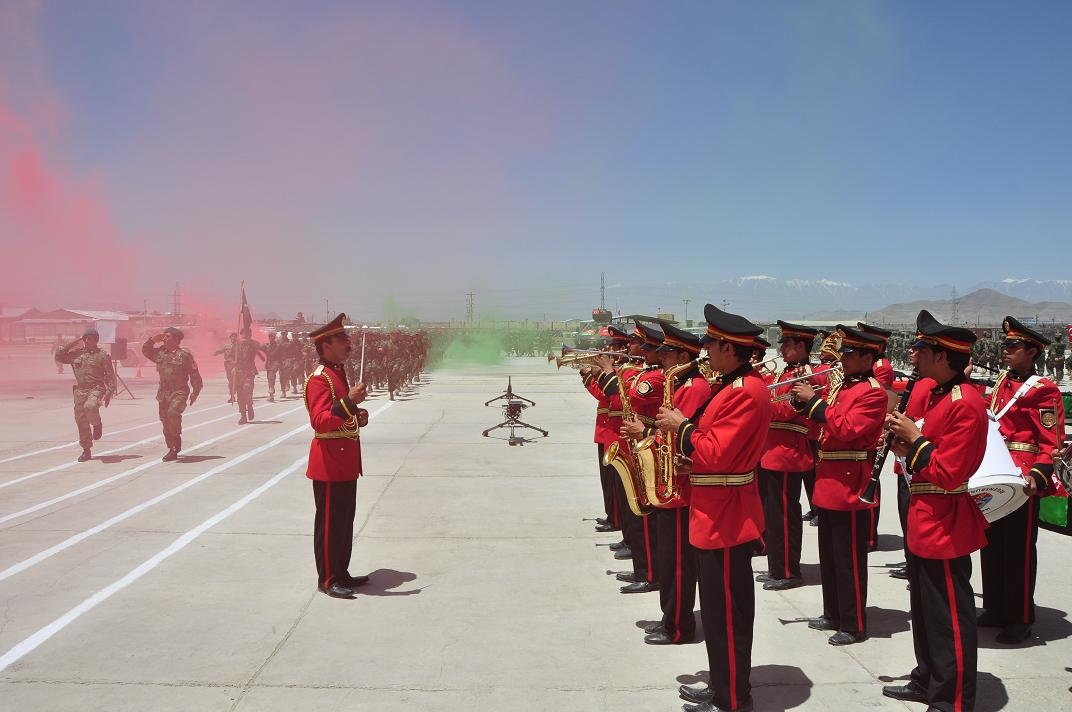
Військовий оркестр міністерства оборони Афганістану

### Сухопутні війська
Базовою структурною одиницею в афганській армії вважається батальйон, що складається з 600 осіб. Підрозділи спеціального призначення формуються за зразком армії США. До 2007 року було заплановано 76 батальйонів.
Корпуси АНА:
- 201-й корпус, базується в Кабулі
- 203-й корпус, базується в Гардезі,
- 205-й корпус, базується в Кандагарі,

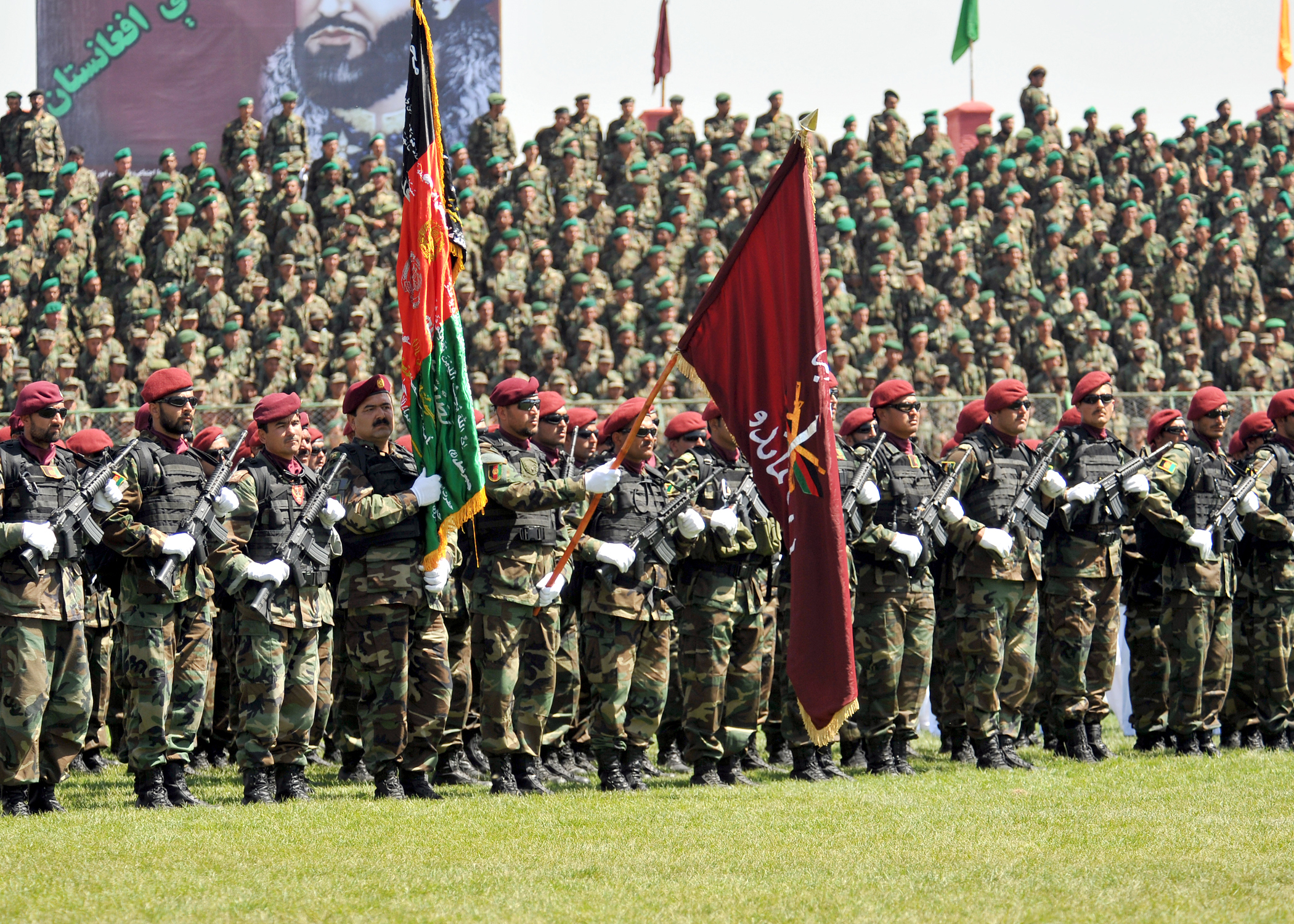
Солдати афганської національної армії, у тому числі батальйон АНА Командо

- 207-й корпус в Гераті
- 209-й корпус в Мазарі-Шарифі.

### Війська спеціального призначення
У липні 2007 року було сформовано перший батальйон спеціального призначення. Бійці пройшли тримісячні курси підготовки американських сил спеціального призначення. Вони набули передових піхотних навичок, а також пройшли підготовку з надання першої допомоги й тактичних прийомів. Вони цілком оснащені обладнанням армії США.

### Повітряні сили
На озброєнні ВПС Афганістану перебуває наступна техніка та засоби ураження: (англ.)
| Тип             | Кількість | Замовлення |
| --------------- | --------- | ---------- |
| EMB-314 (A-29)  | 2         | 18         |
| Boieng 727      |           | 3          |
| C-130H Hercules | 3         |            |
| Cessna 208      | 26        |            |
| Мі-8 / 17       | 43        |            |
| Мі-35           | 7         |            |
| SA.315          | 2         | 1          |
| UH-1H           | 10        |            |
| MD.500          | 6         | 48         |

9 січня 2020 року з'явилась інформація про падіння МІ 35 на заході Афганістану у провінції Фарах близько 11-ї години за місцевим часом. Причиною падіння називають технічну несправність. Унаслідок авіакатастрофи загинули двоє льотчиків.
В ході захоплення талібами території Афганістану, військові пілоти евакуювали 22 літаки та 24 гелікоптери Повітряних сил Афганістану до Узбекистану, ще 12 розвідувально-ударних літаків Cessna AC-208 та один Pilatus PC-12NG до Таджикистану .

## Озброєння

### Стрілецька зброя
З початку 1970-х років армія була оснащена радянськими АК-47 як основною стрілецькою збрєю. 2008 року AK-47 замінили гвинтівками M16 виробництва США. Нині майже вся стрілецька зброя — виробництва країн НАТО. Деякі підрозділи спеціального призначення також оснащені M16. АНА також застосовує радянську вогнепальну зброю, що залишилась з часів існування ДРА.
| Модель                     | Тип                                | Кількість | Дата | Виробник  | Примітки |
| -------------------------- | ---------------------------------- | --------- | ---- | --------- | -------- |
| Пістолет Макарова          | Напівавтоматичний пістолет         |           |      | СРСР      |          |
| Пістолет Стєчкіна          | Напівавтоматичний пістолет         |           |      | СРСР      |          |
| Пістолет ТТ                | Напівавтоматичний пістолет         |           |      | СРСР      |          |
| M9                         | Напівавтоматичний пістолет         |           |      | Італія    |          |
| MP5                        | Пістолет-автомат                   |           |      | Німеччина |          |
| AKM                        | Автомат                            |           |      | СРСР      |          |
| AK-47                      | Автомат                            |           |      | СРСР      |          |
| AK-74                      | Автомат                            |           |      | СРСР      |          |
| M16                        | Гвинтівка                          | 73,500    |      | США       |          |
| M4                         | Карабін                            | 2,200     |      | США       |          |
| C7                         | Гвинтівка                          | 2,500     |      | Канада    |          |
| M24                        | Снайперська гвинтівка              |           |      | США       |          |
| M249 SAW                   | Легкий кулемет                     | 2,600     |      | Бельгія   |          |
| M240                       | Кулемет                            | 1,700     |      | Бельгія   |          |
| Ручний кулемет Калашникова | Кулемет                            |           |      | СРСР      |          |
| M2                         | Важкий кулемет                     |           |      | США       |          |
| ДШК                        | Важкий кулемет                     |           |      | СРСР      |          |
| РПГ-7                      | Гранатомет                         |           |      | СРСР      |          |
| СПГ-9                      | Станковий протитанковий гранатомет | 12        |      | СРСР      |          |
| ГП-25                      | Підствольний гранатомет            |           |      | СРСР      |          |
| M203                       | Гранатомет                         | 2,250     |      | США       |          |
| 82-мм середній міномет     | Міномет                            | 58        |      | СРСР      |          |
| 60-мм M224                 | Міномет                            |           |      | США       |          |
| 81-мм M252                 | Міномет                            |           |      | США       |          |

### Важке озброєння

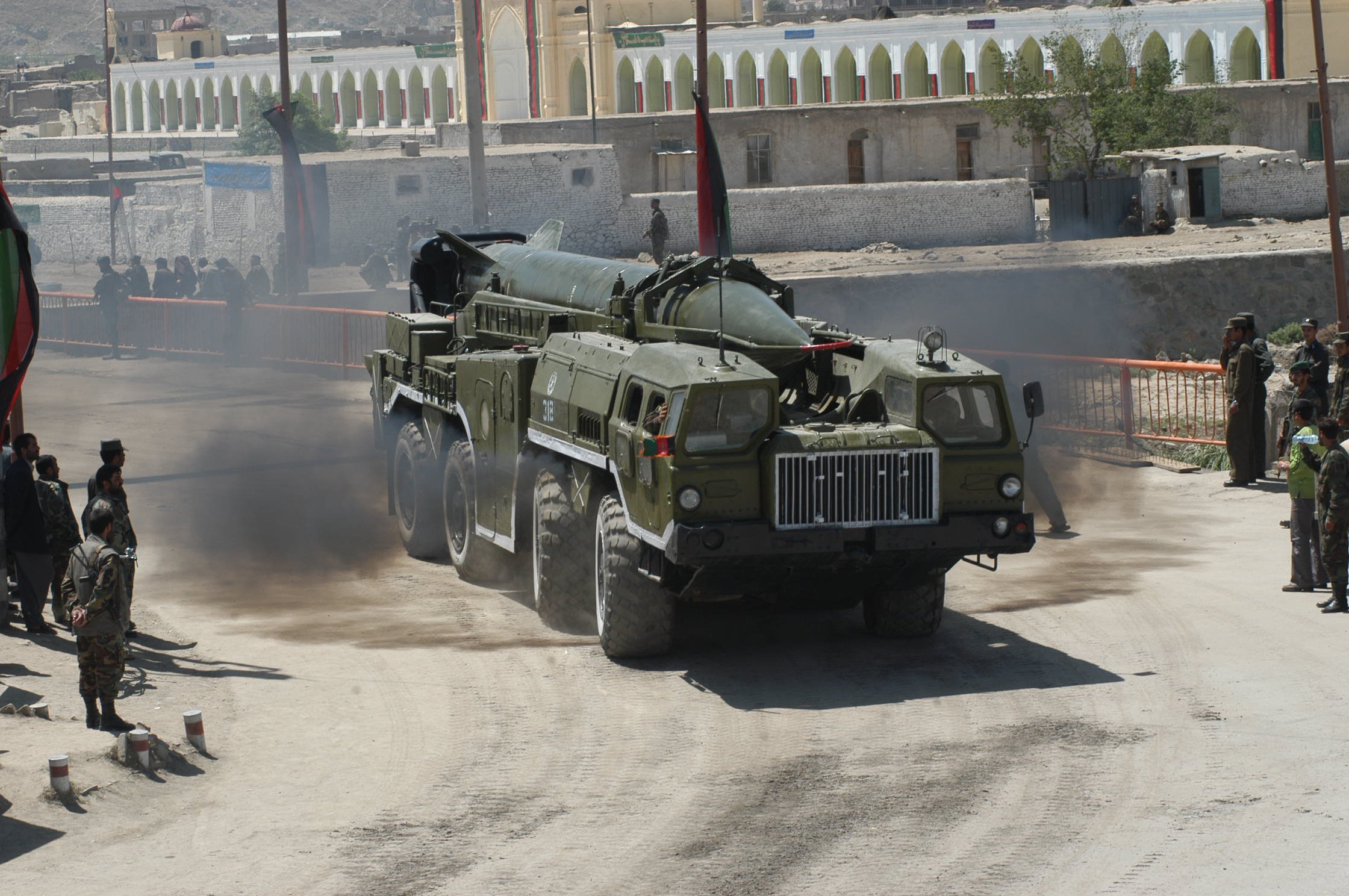
СКАД-ракетоносій

| Модель | Фото | Тип                  | Кількість | Дата | Виробник | Примітки |
| ------ | ---- | -------------------- | --------- | ---- | -------- | -------- |
| БТР-60 |      | Бронетранспортер     |           |      | СРСР     |          |
| БТР-80 |      | Бронетранспортер     |           |      | СРСР     |          |
| БРДМ-2 |      | Бронетранспортер     |           |      | СРСР     |          |
| БМП-1  |      | Бойова машина піхоти |           |      | СРСР     |          |
| БМП-2  |      | Бойова машина піхоти |           |      | СРСР     |          |
| M113   |      | Бронетранспортер     |           |      | США      |          |
| Humvee |      |                      |           |      | США      |          |

### Основні бойові танки
| Модель    | Фото | Тип | Кількість | Дата | Виробник  | Примітки                     |
| --------- | ---- | --- | --------- | ---- | --------- | ---------------------------- |
| ПТ-76     | —    |     |           |      | СРСР      |                              |
| Т-55      |      |     |           |      | СРСР      |                              |
| Т-62      |      |     |           |      | СРСР      |                              |
| Тип 59    |      |     |           |      | КНР       |                              |
| Leopard 1 |      |     |           |      | Німеччина | Поставлені 2011 року Канадою |

### ППО/Артилерія
| Модель                                          | Фото | Тип                 | Кількість | Дата | Поставщик | Примітки |
| ----------------------------------------------- | ---- | ------------------- | --------- | ---- | --------- | -------- |
| БМ-14                                           | —    | Реактивна артилерія |           |      | СРСР      |          |
| БМ-21 Град                                      |      | Реактивна артилерія |           |      | СРСР      |          |
| ЗСУ-23-4                                        |      | ППО                 |           |      | СРСР      |          |
| ЗУ-23-2                                         |      | ППО                 |           |      | СРСР      |          |
| ЗПУ-4                                           | —    | ППО                 |           |      | СРСР      |          |
| 122-мм гаубиця Д-30                             |      | Гармата             |           |      | СРСР      |          |
| 152-мм гаубиця-гармата зразка 1937 року (МЛ-20) |      | Гармата             |           |      | СРСР      |          |
| 152-мм гаубиця зразка 1943 року (Д-1)           |      | Гармата             |           |      | СРСР      |          |
| 122-мм гаубиця зразка 1938 року (М-30)          |      | Гармата             |           |      | СРСР      |          |
| M114 (гаубиця)                                  |      | Гармата             |           |      | США       |          |

## Причини поразки збройних сил Афганістану проти Талібану
Ексміністр фінансів Афганістану звинуватив у падінні уряду корумпованих чиновників, які винайшли «солдат-примар» та брали платежі у талібів. Халід Пайенда сказав Бі-бі-сі, що більшість із 300 000 військовослужбовців та поліцейських на урядових книгах не існували. Він сказав, що фантомний персонал був доданий до офіційних списків, щоб генерали могли привласнити свою заробітну плату.